# Aonchotheca putorii
Espèce
Aonchotheca putorii est un nématodes de la famille des Capillariidae.

## Description
La morphologie d′Aonchotheca putorii peut être différente selon l'hôte infecté. Chez les félins, le mâle mesure entre 2,52 et 5,29 mm et la femelle entre 3,46 et 7,40 mm. La largeur de l'extrémité postérieure du stichosome varie de 24 à 38 µm, tandis que la largeur maximale de l'espèce est de 31 à 41 µm pour les mâles et 34 à 51 µm pour les femelles. 
Les œufs mesurent entre 57 et 66 µm de long et 21 à 28 µm de large. La coquille est foncée avec des crêtes épaisses à sa surface.

## Taxinomie
Aonchotheca putorii est décrit par Karl Asmund Rudolphi en 1819 à partir d'un observation dans un estomac de furet.

## Hôtes
Aonchotheca putorii a été observé chez le chat domestique, l'Ours noir (Ursus americanus), le Blaireau européen (Meles meles), le Raton laveur (Procyon lotor), le cochon, le Lynx roux (Lynx rufus) et de nombreuses espèces de mustélidés comme le Vison d'Europe (Mustela lutreola) ou la Loutre d'Europe (Lutra lutra). Ce parasite est peu fréquent chez le Chat domestique. Aonchotheca putorii est l'espèce de nématodes la plus fréquemment découverte chez le Vison d'Europe selon une étude réalisée en Biélorussie.